# Veiling Holambra
Veiling Holambra é uma cooperativa fundada em 1989 em Holambra. É o maior centro de comercialização de flores e de
plantas ornamentais do Brasil, sendo responsável por cerca de 45% do mercado nacional.